# Protanyderus esakii
Protanyderus esakii är en tvåvingeart som beskrevs av Alexander 1932. Protanyderus esakii ingår i släktet Protanyderus och familjen Tanyderidae. Inga underarter finns listade i Catalogue of Life.